# North Clifton
North Clifton är en by och en civil parish i Newark and Sherwood i Storbritannien. Den ligger i grevskapet Nottinghamshire och riksdelen England, i den sydöstra delen av landet, 200 km norr om huvudstaden London. Orten har 172 invånare (2001).